# Alone (canción de i-Ten)
«Alone» (en español: «Sola») es una power ballad escrita por Billy Steinberg y Tom Kelly de la banda i-Ten. La misma fue parte del álbum Taking a Cold Look (1983). La canción fue posteriormente producida por Ron Nevison e interpretada por la banda estadounidense Heart en abril de 1987 y lanzada como el primer sencillo de su noveno álbum de estudio Bad Animals (1987).

## Versión de Heart
La banda estadounidense de rock Heart realizó una versión de la canción y fue lanzada como el sencillo principal de su noveno álbum de estudio Bad Animals (1987). Se trata de una balada rock con una voz tenue de Ann Wilson, que va ganando intensidad acorde al avance de la canción. Es una de las canciones más populares de Heart, en la cual queda de manifiesto la impresionante capacidad vocal e interpretativa de Ann Wilson, y pasó tres semanas en el número 1 en las listas Billboard Hot 100 estadounidenses en julio de 1987.

### Lista de posiciones

#### Lanzamientos originales
| Lista (1987)                                 | Pico de posiciones |
| -------------------------------------------- | ------------------ |
| Australia                                    | 6                  |
| Austria                                      | 22                 |
| Bélgica                                      | 7                  |
| Canadá (Adult Contemporary)                  | 1                  |
| Canadá (Singles Chart)                       | 1                  |
| Países Bajos                                 | 6                  |
| Francia                                      | 88                 |
| Alemania                                     | 18                 |
| Irlanda                                      | 3                  |
| Noruega                                      | 5                  |
| Polonia                                      | 6                  |
| Suiza                                        | 4                  |
| Reino Unido                                  | 3                  |
| EE. UU. (Billboard Hot 100)                  | 1                  |
| EE. UU. (Billboard Adult Contemporary Chart) | 2                  |
| EE. UU. (Billboard Maintstream Rock Chart)   | 3                  |

#### Fin de año
| Fin de año (1987)           | Posiciones |
| --------------------------- | ---------- |
| EE. UU. (Billboard Hot 100) | 2          |

#### 2009
| Listas (2009)                                 | Picos de posiciones |
| --------------------------------------------- | ------------------- |
| Canadá                                        | 69                  |
| Reino Unido                                   | 199                 |
| EE. UU. (Billboard Hot Digital Singles Chart) | 44                  |

#### 2010
| Listas (2010) | Pico de posiciones |
| ------------- | ------------------ |
| Reino Unido   | 170                |

## Versión de Celine Dion
Fue interpretada por Celine Dion en el álbum Taking Chances (2007) y lanzada como el segundo sencillo en Europa y América del Norte, y tercero en el Reino Unido («Eyes on Me» fue lanzado como el segundo sencillo en el Reino Unido en su lugar). Fue producido por Ben Moody, exmiembro de Evanescence.

## Versión de Il Divo
En 2012 salió a la venta el disco The Greatest Hits (Deluxe Edition) del grupo de ópera-pop Il Divo, donde se incluye una nueva versión en español de la canción «Alone» (Solo). 

### Lista de posiciones
| lista (2007)                             | Posición |
| ---------------------------------------- | -------- |
| Canadá                                   | 57       |
| Reino Unido                              | 85       |
| EE. UU. (Bubbling Under Hot 100 Singles) | 24       |
| EE. UU. (Hot 100 Digital)                | 81       |
| EE. UU. (Billboard Pop 100)              | 86       |
| Canadá (Adult Contemporary)              | 7        |
| Suecia                                   | 52       |

## Apariciones en otros medios
- Hay una versión en español llamada «Tan sola» de la cantante mexicana Marianne (1995).
- La canción aparece al final del episodio "Lonely Hearts" de Cold Case.
- Una versión de la canción aparece en el videojuego Karaoke Revolution: American Idol.
- Se utilizó en un comercial de Burger King en 2009.
- Es cantada por Kristin Chenoweth y Matthew Morrison en el episodio "Not The Rhodes Taken" de Glee.
- Aparece en un episodio de la comedia Miranda de la BBC en 2010.
- La intro de piano de la canción se utiliza en "What If" de Jason Derülo.
- La versión de Heart de la canción está disponible como contenido descargable para Rock Band 3.